# Valle de San Pedro
Valle de San Pedro es una localidad perteneciente al municipio de Torre Val de San Pedro, en la provincia de Segovia, comunidad autónoma de Castilla y León, España. En 2020 contaba con 58 habitantes.

## Geografía

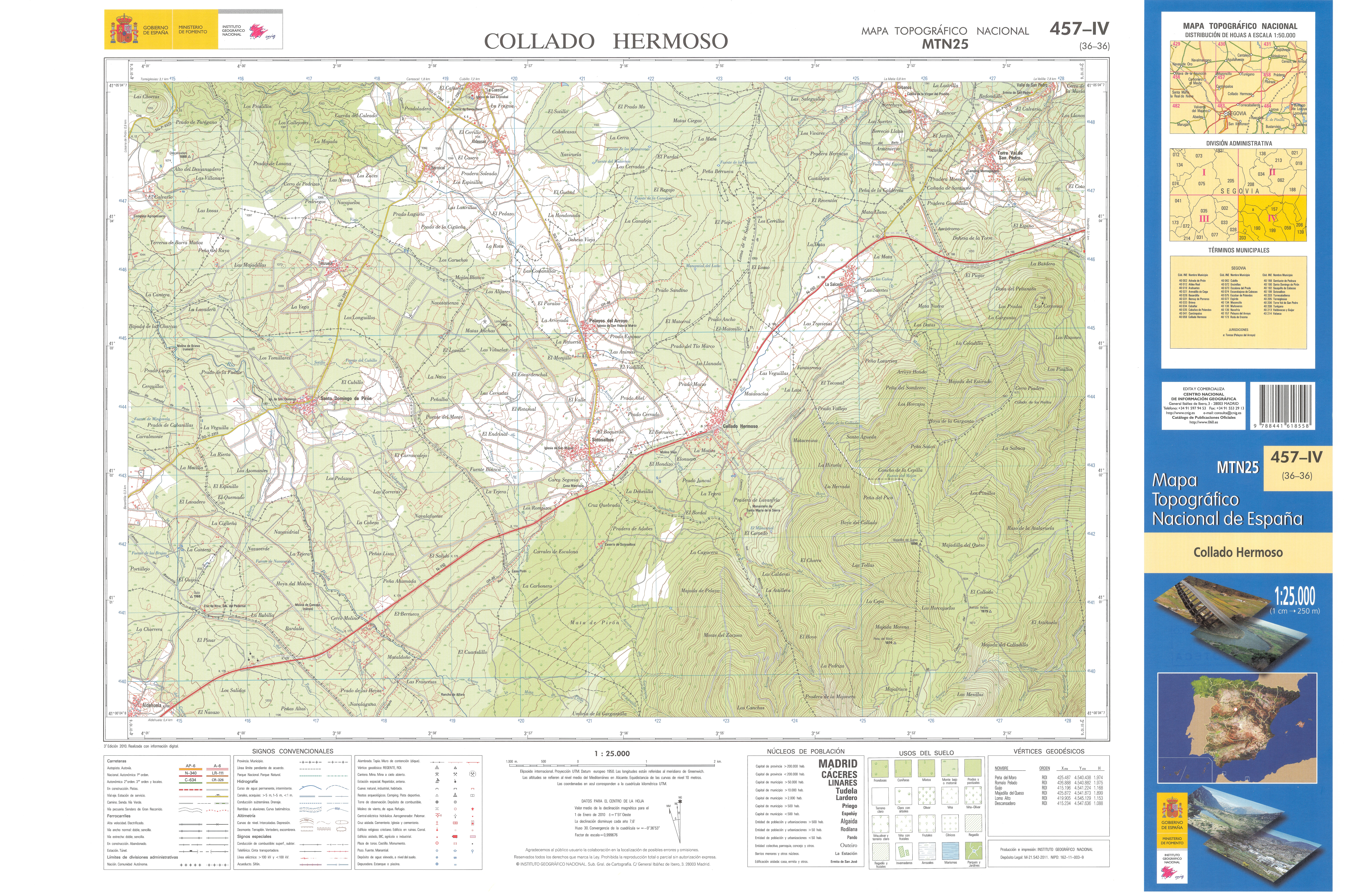
Fragmento de la hoja 457 del Mapa Topográfico Nacional de España de 2010 en el que se representa parte de El Valle

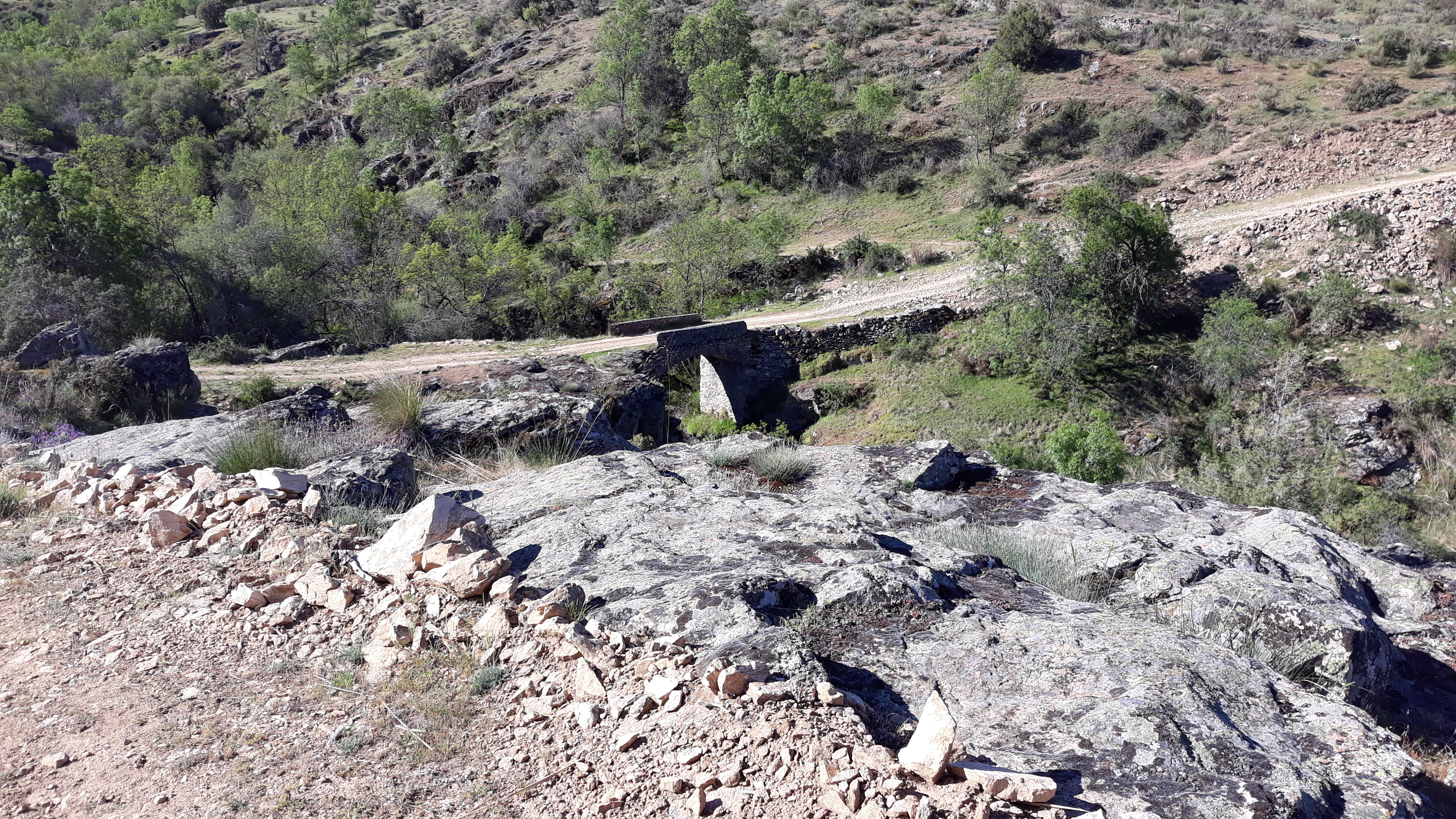
Río Cega, cruzado por un puente de principios de época moderna

Integrado en la Comunidad de Villa y Tierra de Pedraza, se sitúa a 24 km de la capital segoviana. El término local y el núcleo están atravesados por la carretera SG-P-2322, que permite la comunicación con Pedraza pasando por La Velilla y con la N-110 tras superar el desvío hacia la capital municipal, situada a 0,9 km.
Situada al pie de los Montes Carpetanos, pertenecientes a la sierra de Guadarrama la localidad se encuentra sobre unas abruptas laderas en, como su nombre indica, el entorno de un valle, siendo este formado por el arroyo de Las Vegas, afluente del río Cega.
| Noroeste: Santiuste de Pedraza           | Norte: Santiuste de Pedraza | Noreste: Santiuste de Pedraza, Aldealengua de Pedraza |
| Oeste: Santiuste de Pedraza              |                             | Este: Aldealengua de Pedraza, Navafría                |
| Suroeste: Santiuste de Pedraza, La Torre | Sur: La Torre               | Sureste: Navafría                                     |

## Historia

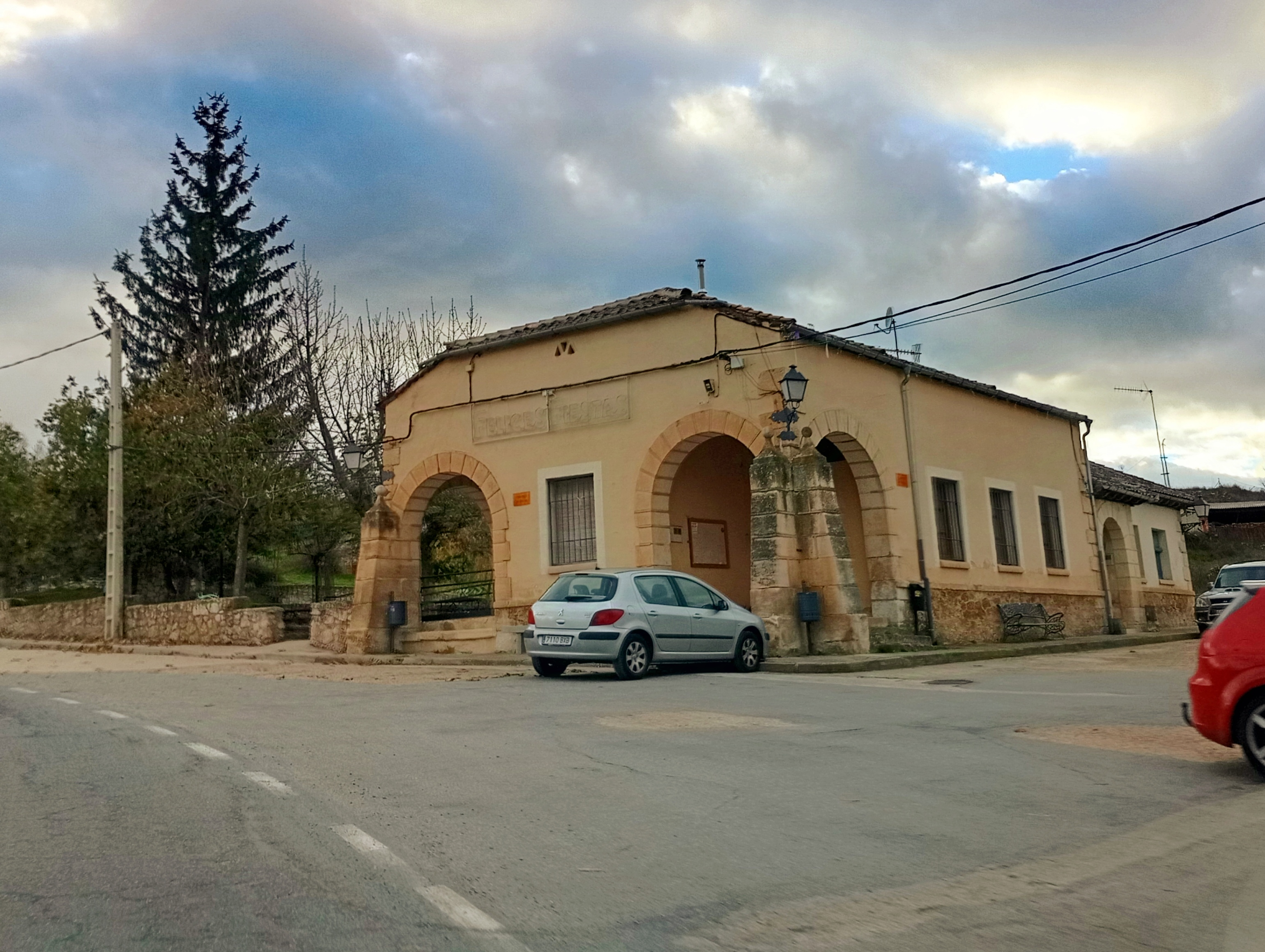
Edificio en el que se sitúa la sede de la Asociación Cultural del pueblo, centro neurálgico de la localidad

Fundada o repoblada durante la Reconquista a expensas de la Comunidad de Villa y Tierra de Pedraza, a la que pertenece desde entonces.
El núcleo, mencionado desde 1247 en el Archivo Catedralicio de Segovia como Sant Peydro del Val, fue la capital tradicional del concejo. La población del Valle fue mayor durante gran parte de la historia, sin embargo su relevancia comenzó a disminuir con el crecimiento del barrio de La Torre, dando lugar a largas disputas sobre la sede del concejo. El Valle, con el apoyo del hoy despoblado de Ceguilleja, defendía las reuniones municipales en la iglesia o el álamo de su barrio y La Torre su celebración en La Peñuela, lugar dentro de su término.
Aunque en 1627 una sentencia del Corregidor de Pedraza confirmó la primacía del Valle, el aumento de población y de servicios en La Torre, que ya para 1826 duplicaba la población del Valle, provocó que la capitalidad se trasladara allí y que el concejo adoptara su nombre actual.
En su término local se encuentran los despoblados de La Aldea, y más al norte, el despoblado de Ceguilleja o Ceguilla de Nogales, que llegó a ser un núcleo importante despoblado a comienzos del siglo XIX. En el paraje de Las Paredejas, por encima la iglesia de San Pedro, hubo otro núcleo de nombre olvidado, del que se han encontrado restos de enterramientos humanos.

## Demografía
| 53            | 48 | 19 | 48 | 48 | 43 | 55 | 60 | 59 | 57 | 58 | 54 |
| (Fuente: INE) |    |    |    |    |    |    |    |    |    |    |    |

## Cultura

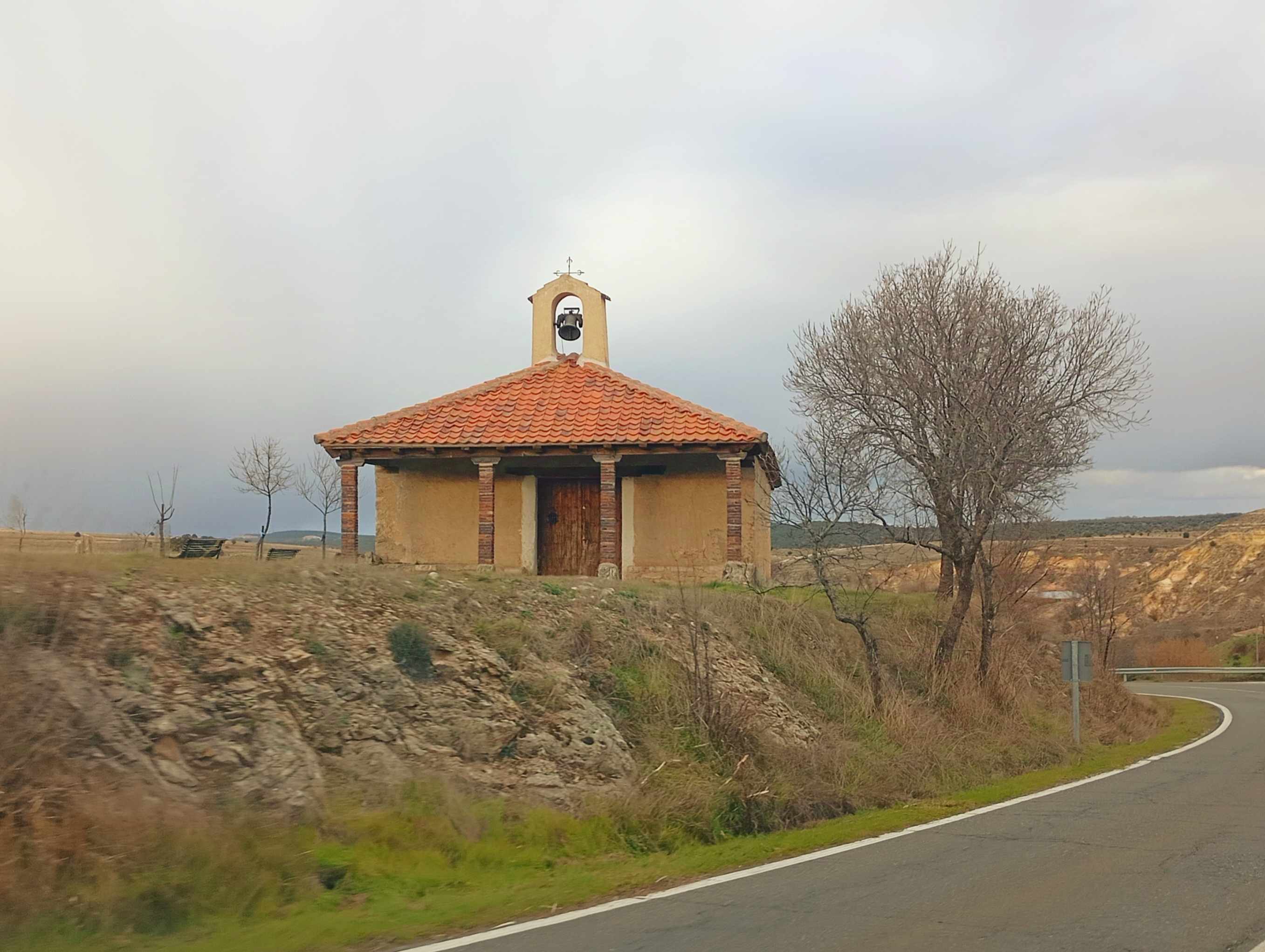
Ermita de San Roque desde la carretera

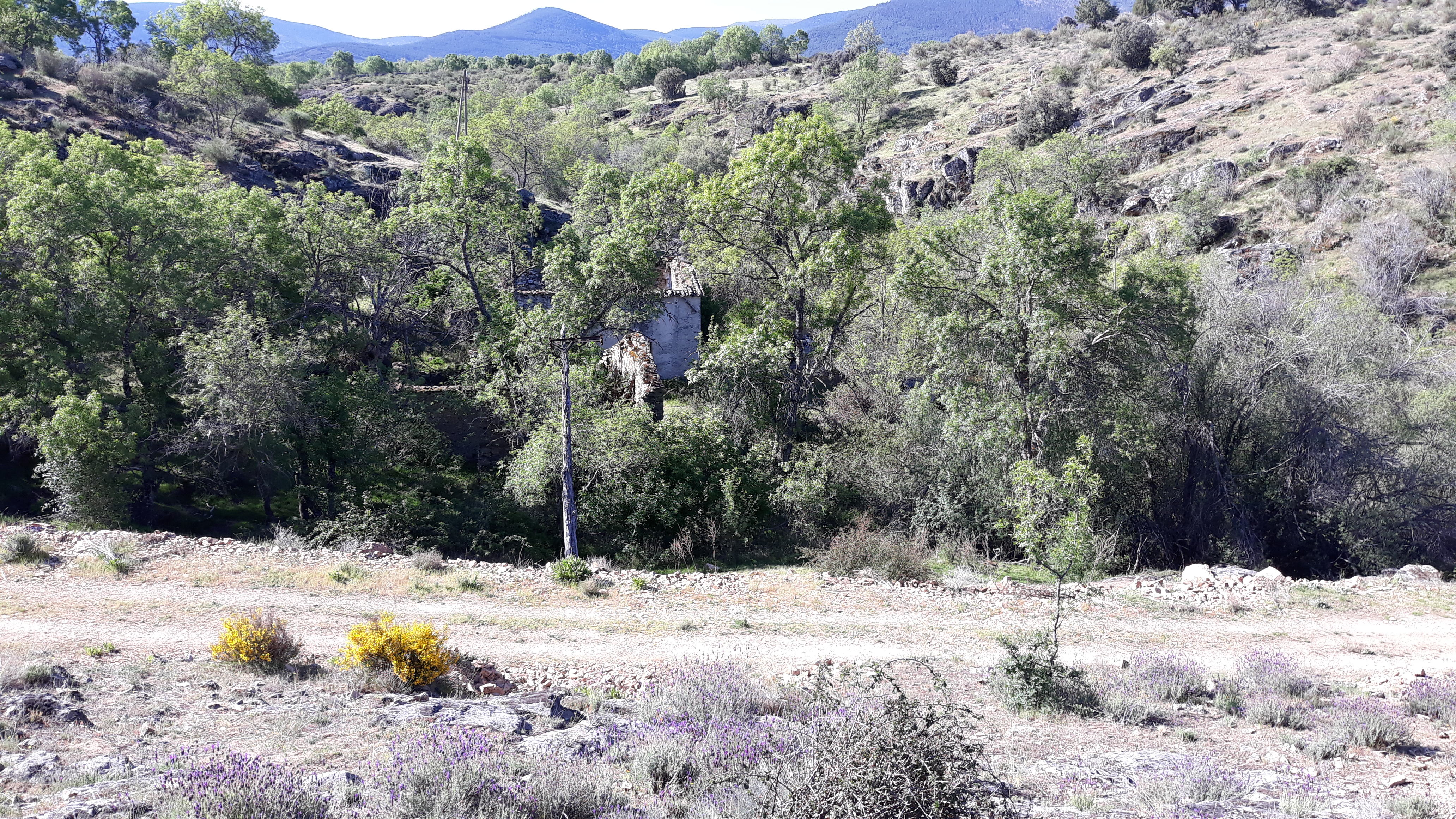
Ruinas de antiguos molinos a orillas del río Cega

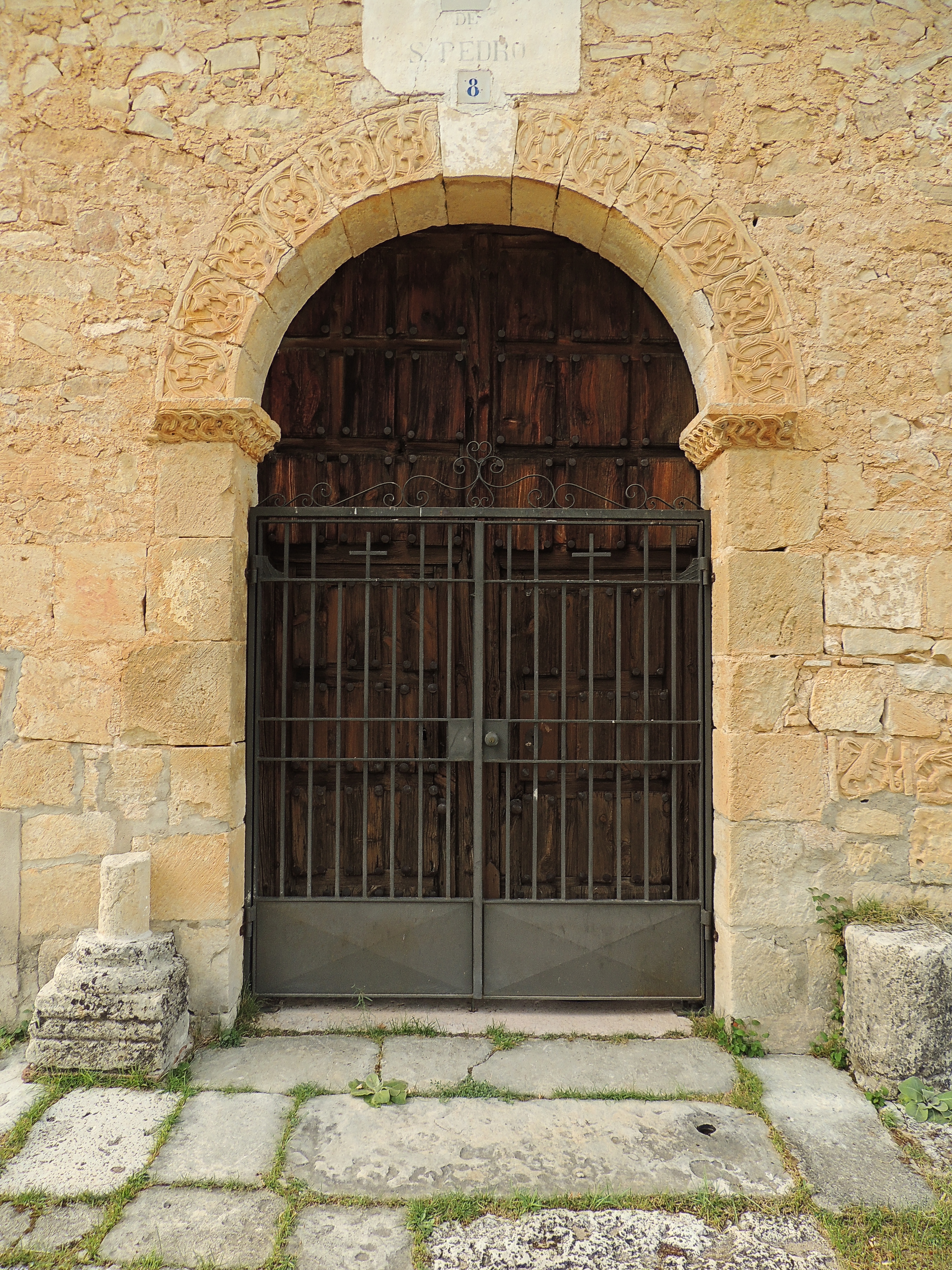
Portada románica de la iglesia de San Pedro

### Patrimonio
- Iglesia de San Pedro, situada en los extrarradios del núcleo. Es origen románico pero reedificada entre 1733 y 1745 y reformas constantes hasta el año 1893, aunque de este estilo tan solo conserva un sencillo arco de medio punto de la puerta sur, algunos restos esculturados y su bella pila bautismal, una de las mejores de la provincia de Segovia. De las numerosas reformas llevadas a cabo en el templo, destaca la bella portada barroca labrada a los pies de la puerta de poniente del templo, a la cual enmascara un desacertado porche que intenta preservarla. Dentro del templo podemos admirar su gran retablo mayor así como su imaginería de los siglos XVI, XVII y XVIII.
- Ermita de San Roque, situada a camino del núcleo de La Torre. Edificada durante el siglo XVIII, posee una construcción de planta rectangular con muros de mampostería. Su puerta de acceso se localiza en dirección poniente y está resguardada por un pórtico, sobre el que se localiza una espadaña con su respectiva campana.
- Antiguo lavadero en la calle homónima.
- Potro de herrar en buen estado.
- Antiguos molinos hidráulicos en el río Cega, en ruinas.
- Puente de principios de época moderna sobre el río Cega.
- Antigua tejera, con hornos árabes, en su día su producción de tejas que abastecía a toda la zona. La elaboración es artesanal con un barro o arcilla de excelente calidad.[5][8][1][9]

### Cultura
- Virgen del Carmen, segundo o tercer fin de semana de julio.[10][1][9]